# Darbouxintegraal
In de analyse, een tak van de wiskunde, is de darbouxintegraal een van de mogelijke definities van de integraal van een functie. De darbouxintegraal is equivalent aan de riemannintegraal, in de zin dat een functie dan en slechts dan darbouxintegreerbaar is, als zij riemannintegreerbaar is, en in dat geval de integralen aan elkaar gelijk zijn. De definitie van de darbouxintegraal is eenvoudiger dan die van de riemannintegraal. De integraal is genoemd naar de Franse wiskundige Gaston Darboux, aan wie de integraal meestal wordt toegeschreven. De basisgedachte achter de darbouxintegraal is dezelfde als van de riemannintegraal en vanwege de equivalentie wordt de darbouxintegraal vaak riemannintegraal genoemd.
Beide integralen verdelen het integratie-interval in deelintervallen met toenemende verfijning. Waar Riemann de integraal over een deelinterval benadert door een geschikte rechthoek boven dat deelinterval, sluit Darboux de integraal in tussen twee rechthoeken als uiterste waarden, de kleinste rechthoek die het gehele oppervlak onder de grafiek omvat en de grootste rechthoek die in dit oppervlak bevat is.

## Definitie

Onder- en bovensommen voor vier deelintervallen

Bij verfijning neemt de ondersom toe en de bovensom af

Voor de definitie van de darbouxintegraal zijn enkele begrippen nodig.
Een verdeling {\displaystyle V} van het interval {\displaystyle [a,b]} is een eindige rij getallen van de vorm:
{\displaystyle a=x_{0}<x_{1}<x_{2}<\ldots <x_{n}=b}
Elk interval {\displaystyle [x_{i-1},x_{i}]} heet een deelinterval van de verdeling.
Voor een reële functie {\displaystyle f} gedefinieerd op het interval {\displaystyle [a,b]} met verdeling {\displaystyle V}, heet
{\displaystyle {\overline {S}}(f,V)=\sum _{i=1}^{n}\sup _{x\in [x_{i-1},x_{i}]}f(x)(x_{i}-x_{i-1})}
de bovensom van {\displaystyle f} met betrekking tot de verdeling {\displaystyle V}
en
{\displaystyle {\underline {S}}(f,V)=\sum _{i=1}^{n}\inf _{x\in [x_{i-1},x_{i}]}f(x)(x_{i}-x_{i-1})}
de ondersom van {\displaystyle f} met betrekking tot de verdeling {\displaystyle V}.

### Darbouxintegraal
Een begrensde, reële functie {\displaystyle f} gedefinieerd op het interval {\displaystyle [a,b]}, heet  darbouxintegreerbaar met integraal {\displaystyle L} als
{\displaystyle \inf _{V}{\overline {S}}(f,V)=\sup _{V}{\underline {S}}(f,V)=L}

## Voorbeelden
1. Laat {\displaystyle f} de constante functie zijn met de waarde 1 op het interval [0,1]. Elke boven- en ondersom heeft de waarde 1, dus de integraal over het interval is ook 1.
2. Op het interval [0,1] is de functie {\displaystyle f(x)=x} gegeven. Verdeel het interval in {\displaystyle n} gelijke delen. Dan is:
{\displaystyle {\overline {S}}(f,V)=\sum _{i=1}^{n}{\frac {i}{n}}{\frac {1}{n}}={\frac {n+1}{2n}}}
en
{\displaystyle {\underline {S}}(f,V)=\sum _{i=1}^{n}{\frac {i-1}{n}}{\frac {1}{n}}={\frac {n-1}{2n}}}
Dus is
{\displaystyle \lim _{n}{\overline {S}}(f,V)=\lim _{n}{\frac {n+1}{2n}}={\frac {1}{2}}}
en ook
{\displaystyle \lim _{n}{\underline {S}}(f,V)=\lim _{n}{\frac {n-1}{2n}}={\frac {1}{2}}}
De functie {\displaystyle f(x)=x} is dus darbouxintegreerbaar op [0,1] en
{\displaystyle \int _{0}^{1}x\mathrm {d} x={\tfrac {1}{2}}}
3. Op het interval [0,1] is de functie {\displaystyle f(x)=x^{2}} gegeven. Verdeel het interval in {\displaystyle n} gelijke delen. Dan is:
{\displaystyle {\overline {S}}(f,V)=\sum _{i=1}^{n}\left({\frac {i}{n}}\right)^{2}{\frac {1}{n}}={\frac {(n+1)(2n+1)}{6n^{2}}}}
en
{\displaystyle {\underline {S}}(f,V)=\sum _{i=1}^{n}\left({\frac {i-1}{n}}\right)^{2}{\frac {1}{n}}={\frac {(n-1)(2n-1)}{6n^{2}}}}
Dus is
{\displaystyle \lim _{n}{\overline {S}}(f,V)=\lim _{n}{\underline {S}}(f,V)={\tfrac {1}{3}}}.
De functie {\displaystyle f(x)=x^{2}} is dus darbouxintegreerbaar op [0,1] en
{\displaystyle \int _{0}^{1}x^{2}\mathrm {d} x={\tfrac {1}{3}}}.
4. Laat {\displaystyle f} de indicatorfunctie zijn van de rationale getallen op het interval [0,1]. Elke bovensom heeft de waarde 1 en elke ondersom de waarde 0, dus de {\displaystyle f}  is niet darbouxintegreerbaar op het interval [0.1].